# Cisticole à sonnette
Cisticola tinniens
Espèce
Statut de conservation UICN

 LC  : Préoccupation mineure
La Cisticole à sonnette (Cisticola tinniens) est une espèce de passereaux de la famille des Cisticolidae, native d'Afrique subsaharienne.

## Répartition et sous-espèces
Selon la classification de référence du Congrès ornithologique international (15.1, 2025) elle se répartit en six sous-espèces (ordre phylogénique) :
- C. t. dyleffi Prigogine, 1952 — à l'ouest du Rusizi (RDC) ;
- C. t. oreophilus van Someren, 1922 — forêts d'altitude d'Afrique orientale (Kenya)[2] ;
- C. t. shiwae White, 1922 — sud-est de la RDC, sud-ouest de la Tanzanie et est de la Zambie ;
- C. t. perpullus Hartert, 1920 — Angola, sud de la RDC et ouest de la Zambie ;
- C. t. tinniens (Lichtenstein, 1842) — Zimbabwe, ouest du Mozambique et Afrique du Sud ;
- C. t. elegans (Hartlaub & Finsch, 1870) — sud-ouest de l'Afrique du Sud.